# 烏克蘭希臘禮天主教布恰奇教區
烏克蘭希臘禮天主教布恰奇教區（拉丁語：Eparchia Bucacensis）是烏克蘭一個東儀天主教教區（烏克蘭希臘禮），屬捷爾諾波爾-茲博羅夫總教區。
教區成立於2000年7月21日，範圍包括捷爾諾波爾州南部，教座位於喬爾特基夫。2010年有教友216,000人（佔轄區人口53.3%）、300個堂區、179名司鐸。現任教區主教為德米特里·格里戈拉克。